# Westfriesche Voetbalbond
De Westfriesche Voetbalbond (WFVB) is een voormalig voetbalbond afkomstig uit de Noord-Hollandse regio West-Friesland, welke tussen 1921 en 1925 actief was. Deze voetbalbond dient niet verward te worden met de Rooms-Katholieke West-Friesche Voetbalbond, welke eveneens rond de begin twintiger jaren van de twintigste eeuw actief was.
De Westfriesche Voetbalbond was bedoeld als voetbalbond voor de clubs uit de regio West-Friesland en de Kop van Noord-Holland. Echter uiteindelijk zijn er voornamelijk clubs uit het westelijke deel van West-Friesland bij aangesloten. Desondanks waren twee Rooms-katholieke clubs er ook bij aangesloten.
De Westfriesche Voetbalbond werd op 27 november 1921 opgericht door vertegenwoordigers van de voetbalclubs Sparta uit Schagen, Stormvogels uit Opmeer, VV Wieringerwaard uit Wieringerwaard, VVV uit Oude Niedorp, HFC uit Hoogwoud, OVV uit Oudesluis en KFC uit Kolhorn.

## Ontstaan
De Westfriesche Voetbalbond ontstond doordat de Noordhollandsche Voetbalbond (NHVB, opgericht in 1902) niet veel belangstelling had voor voetbalclubjes uit het plattelandsgebied ten noorden van Alkmaar. Behalve een serie voetbalclubs uit Den Helder en een enkele uit Hoorn en Enkhuizen, waren de voetbalclubs ten noorden van Alkmaar voor de oprichting van de Westfriesche Voetbalbond niet aangesloten bij de Noordhollandsche Voetbalbond. Voetbal begon na de Eerste Wereldoorlog steeds meer te leven en ook in de regio West-Friesland ontstonden diverse voetbalclubs. Doordat deze niet toegelaten werden tot de Noordhollandsche Voetbalbond speelden deze clubs alleen maar een soort van oefenwedstrijden tegen elkaar, waarbij soms wisselende spelregels werden toegepast. Dit zorgde er uiteindelijk voor dat dat bond eind november 1921 werd opgericht.
Inmiddels kreeg de Noordhollandsche Voetbalbond lucht van dit idee, en deze was bang voor concurrentie omdat in die tijd de Noordhollandsche Voetbalbond de enige neutrale voetbalbond was noordelijk van het Noordzeekanaal. Nadat al eerder de Heldersche en Zaansche Voetbalbond na een kort leven weer waren opgeheven. Het begon meer clubs uit de regio toe te laten waaronder ook Sparta uit Schagen. Sparta besloot om in oktober 1921 toe te treden bij de Noordhollandsche Voetbalbond, maar enkel met alleen het eerste elftal. Het tweede, derde en vierde elftal sloten zich wel aan bij de Westfriesche Voetbalbond.
Enkele dagen na de oprichting van de bond startte de competitie al, inmiddels hadden ook enkele andere clubs die niet betrokken waren bij de oprichting zich aangesloten bij de Westfriesche Voetbalbond, waardoor de bond eind 1921 uit twaalf clubs bestond en 16 teams.
Tijdens de zomerperiode speelde voornamelijk tijdens de kermissen sommige teams ook nog tegen elkaar. Veel toeschouwers van de uitspelende team kwamen dan mee waardoor er soms enkele duizenden toeschouwers aanwezig waren bij een wedstrijd.

## Bondselftal
Aan het einde van het seizoen werd een elftal (bondselftal) samengesteld van de diverse teams (exclusief die van Sparta) waarmee dan tijdens de Schager kermis een wedstrijd werd gespeeld tegen het eerste elftal van Sparta uit Schagen. In de seizoenen erna werd deze wedstrijd niet alleen tijdens de Schager kermis gespeeld, maar ook met Kerst. Daarnaast speelde het bondselftal nog enkele wedstrijden tegen andere clubs van buiten de regio.

## Ondergang
In de loop van de tijd kwamen er steeds meer aanvragen van diverse clubs om zich te kunnen aansluiten bij de Westfriesche Voetbalbond. Niet alleen vanuit Noordwestelijk West-Friesland, maar ook uit het oostelijke gedeelte en uit de regio van Alkmaar. De bond kon echter vanwege de lopende competities en voornamelijk vanwege de houding van de Noordhollandsche Voetbalbond deze clubs. Echter aan de andere kant was er ook een probleem. NVV die al een paar keer kampioen was geworden wilde graag tegen sterkere tegenstanders spelen, maar kon dat niet binnen de bond. Om diezelfde reden besloot Stormvogels (SOVV) in 1924 ook over te stappen naar de Noordhollandsche Voetbalbond.
De Noordhollandsche Voetbalbond zag dat de Westfriesche Voetbalbond verder groeide en dat ook enkele clubs zich wilde uitschrijven bij de Noordhollandsche Voetbalbond om zich aan te kunnen sluiten bij de Westfriesche Voetbalbond dat de Noordhollandsche Voetbalbond besloot tot ingrijpen. In eerste instantie dreigde de Noordhollandsche Voetbalbond met een geld boete voor zijn eigen clubs als die nog oefenwedstrijden speelden tegen clubs uit de Westfriesche Voetbalbond. Later werden de geldboetes omgezet naar uitsluiting van de competitie. Hierdoor was Sparta genoodzaakt al zijn teams terug te trekken uit de Westfriesche Voetbalbond. De harde opstelling van de Noordhollandsche Voetbalbond betekende de ondergang voor de Westfriesche Voetbalbond. Want de sterkere clubs uit de Westfriesche Voetbalbond wilde meer wedstrijden kunnen spelen tegen sterkere tegenstanders. In 1925 ging de Westfriesche Voetbalbond ten onder. De clubs die op dat moment nog waren aangesloten gingen naar de Noordhollandsche Voetbalbond of gingen terug naar de situatie van voor 1921.

## Competities
In het seizoen 1921/22 kende de bond één Eerste klasse en twee Tweede klasse competities. Op het eind van het seizoen zouden de winnaars van beide Tweede klasse competities tegen elkaar spelen.
Echter NAC kwam bij zowel de heen als de terugwedstrijd tegen het derde elftal van Sparta niet opdagen. Zodoende werd dit derde elftal van Sparta kampioen. Echter kon dit team niet promoveren omdat de bond op het hoogste niveau geen twee teams van dezelfde club wilde. Pas later werd bekend dat het tweede elftal van Sparta naar de Noordhollandsche Voetbalbond zou verhuizen.
In het seizoen 1922/23 waren wederom één Eerste klasse en twee Tweede klasse competities.
In het seizoen 1923/24 was er een Hoofdklasse, een Overgangsklasse, een Tweede klasse en drie Derde klasse competities. In de Tweede en Derde klasse speelde op uitzondering van WFC na, alleen de reserve elftallen. WFC was de enige ploeg die met het eerste elftal was vertegenwoordigd in de Tweede klasse.
In het seizoen 1924/25 en tevens laatste seizoen van de bond, bestond de bond uit een Hoofdklasse, een Overgangsklasse, een Tweede klasse en één Derde klasse. En ook in dit seizoen bevonden in de Tweede en Derde klasse alleen reserve elftallen. Daarnaast zat het eerste elftal van KFC in de Tweede klasse.

## Aangesloten clubs
| Club         | Plaats         | Lid sinds     | Lid tot        | Bijzonderheden |
| ------------ | -------------- | ------------- | -------------- | --- |
| BFC          | Breezand       | augustus 1923 | augustus 1925  | Was vanaf 1925 aangesloten bij de Noordhollandsche Voetbalbond onder de naam VV Breezand                                               |
| Blauw Wit    | Winkel         | augustus 1923 | augustus 1925  | |
| BVV          | Benningbroek   | oktober 1922  | augustus 1925  | |
| Concordia    | Anna Paulowna  | augustus 1923 | augustus 1925  | Was vanaf 1925 aangesloten bij de Noordhollandsche Voetbalbond en onder de naam VV Anna Paulowna                                       |
| DFC          | Dirkshorn      | augustus 1922 | 1924           | |
| DOSKO        | Oudesluis      | november 1921 | augustus 1925  | Heette tot aug 1922 OVV, was vanaf 1925 aangesloten bij de Noordhollandsche Voetbalbond onder de naam VV Oudesluis                     |
| Excelsior    | Anna Paulowna  | augustus 1922 | augustus 1925  | Was vanaf 1925 aangesloten bij de Noordhollandsche Voetbalbond onder de naam VVAP                                                      |
| HFC          | Hoogwoud       | november 1921 | augustus 1925  | Was vanaf 1925 aangesloten bij de Noordhollandsche Voetbalbond onder de naam HSV                                                       |
| KFC          | Kolhorn        | november 1921 | augustus 1925  | |
| LWVC         | Lutjewinkel    | december 1921 | augustus 1923  | |
| NAC          | Abbekerk       | december 1921 | juni 1922      | |
| NVV          | Nieuwe Niedorp | december 1921 | augustus 1925  | Was vanaf 1925 aangesloten bij de Noordhollandsche Voetbalbond                                                                         |
| PSV          | Petten         | augustus 1924 | augustus 1925  | |
| RKVV Quosego | Schagen        | december 1921 | september 1922 | Was vanaf 1922 aangesloten bij de Noordhollandsche Voetbalbond, club werd ook vaak als RKVV Quos Ego geschreven                        |
| Sparta       | Schagen        | november 1921 | december 1924  | 1e elftal en vanaf 1922 ook het 2e elftal waren aangesloten bij de Noordhollandsche Voetbalbond, 3e en 4e elftal bij WFVB tot dec 1924 |
| Stormvogels  | Opmeer         | november 1921 | juli 1924      | Stond ook bekende onder de naam SOVV, was vanaf 1924 aangesloten bij de Noordhollandsche Voetbalbond onder de naam SOVV                |
| VV Succes    | Wieringen      | augustus 1924 | augustus 1925  | Was vanaf 1925 aangesloten bij de Noordhollandsche Voetbalbond                                                                         |
| Voorwaarts   | Barsingerhorn  | december 1921 | augustus 1925  | Was vanaf 1925 aangesloten bij de Noordhollandsche Voetbalbond                                                                         |
| VVV          | Oude Niedorp   | november 1921 | juli 1924      | |
| WFC          | Wieringerwaard | november 1921 | augustus 1925  | Was vanaf 1925 aangesloten bij de Noordhollandsche Voetbalbond onder de naam VV Wieringerwaard                                         |